# Ребенок, Павел Иванович
Па́вел Ива́нович Ребено́к (1913—1997) — командир разведывательного взвода 85-го стрелкового полка 100-й стрелковой дивизии, младший лейтенант. Герой Советского Союза.

## Биография
Павел Ребенок родился 9 (22) января 1913 года в селе Томашовка Фастовского района Киевской области в крестьянской семье. Украинец.
В 1932 году призван в ряды Красной армии. В 1939 году участвовал в Польском походе РККА.
Во время советско-финляндской войны (1939—1940) командовал разведывательным взводом. Получив задачу выявить систему огня и передний край обороны противника в районе отметки 12 (Хотинен) и лес восточнее Кархула, в ночь на 17 января 1940 года Ребенок со своим взводом произвёл разведку боем в районе отметки 12,8. Несмотря на сильный ружейно-пулемётный огонь противника и освещение ракетами, прорезал два ряда проволочного заграждения, вклинившись непосредственно в передний край, установил точную систему огня противника, противопехотные и противотанковые препятствия, а также выявил ранее неизвестный пулемётный ДОТ. В ночь на 26 января получив боевую задачу установить передний край противника, инженерные сооружения и огневую систему противника, в районе леса восточнее Кархула, при вклинивании в передний край противника оказался в окружении. Несмотря на это младший лейтенант Ребенок не растерялся и смог, выполнив боевую задачу, выйти из окружения. При штурме Хотиненского укрепления Ребенок командовал ротой. Его рота с криками «Ура» атаковала ДОТы № 34, 36 и 38. В период с 5 по 28 февраля 16 раз отправлялся за линию фронта и участвовал в боях с ротой. В бою в районе Микола-Мяки, при прорыве второго узла сопротивления был ранен.
При штурме города Выборг был тяжело ранен и отправлен в Ленинградский военный госпиталь, где перенёс три операции. Находясь в госпитале, узнал, что указом Президиума Верховного Совета СССР от 21 марта 1940 года за исключительную храбрость и отвагу в боях ему было присвоено звание Героя Советского Союза с вручением ордена Ленина и медали «Золотая Звезда» (№ 462). После излечения, 10 июля 1940 года, лейтенанта П. И. Ребенка вызвали в Москву, где награды ему лично вручил председатель Президиума Верховного Совета СССР М. И. Калинин.
Великую Отечественную войну П. И. Ребенок начал в Белоруссии, сражался под Ельней, бился за Сталинград, освобождал Донбасс и Украину, трижды был ранен и завершил свой боевой путь в боях за Будапешт.
После окончания Великой Отечественной войны гвардии полковник П. И. Ребенок работал райвоенкомом в городе Чугуеве Харьковской области и в Краснополянске Московской области. В 1959 году ушёл в отставку. Жил в Москве, где и скончался 30 декабря 1997 года. Похоронен на Троекуровском кладбище в Москве (участок № 4).

## Награды
- Герой Советского Союза (21.03.1940, медаль «Золотая Звезда» № 462)[2];
- орден Дружбы (28.04.1995);
- орден Ленина (21.03.1940)[2];
- два ордена Красного Знамени (?, 21.08.1953[3]);
- два ордена Отечественной войны I степени (23.02.1945[4], 6.04.1985[5]);
- два ордена Красной Звезды (17.01.1943[6], 24.06.1948[3]);
- медаль «За боевые заслуги» ()03.11.1944)[3];
- медаль «За оборону Москвы» (01.05.1944)[3];
- медаль «За оборону Сталинграда» (22.12.1942)[3];
- медаль «За победу над Германией в Великой Отечественной войне 1941—1945 гг.» (09.05.1945)[3];
- медаль «За взятие Будапешта» (09.06.1945)[3];
- медаль «За взятие Вены» (05.06.1945)[3];
- другие медали.

иностранные награды:
- Юбилейная памятная медаль Освобождения (ВНР, 1970)[7]